# Peloribates longicoma
Peloribates longicoma är en kvalsterart som beskrevs av Hammer 1958. Peloribates longicoma ingår i släktet Peloribates och familjen Haplozetidae. Inga underarter finns listade i Catalogue of Life.